# Richard Zach
Richard Zach (* 23. März 1919 in Graz; † 27. Jänner 1943 im Zuchthaus Brandenburg-Görden) war ein österreichischer Widerstandskämpfer und Dichter.

## Leben
Zach war der zweite Sohn einer steirischen Arbeiterfamilie, die Mutter war sozialdemokratisch eingestellt und der Vater, ein Fassbinder, gewerkschaftlich orientiert. Von 1926 bis 1930 besuchte Richard Zach die Volksschule und dann vier Jahre die Hauptschule in Graz. Spätere Kontakte und Freundschaften zu älteren Studienkollegen und Freunden, wie dem Jungkommunisten Josef Martin Presterl und dem ehemaligen sozialistischen Mittelschüler Adolf Strohmaier, führten 1935, bald nach seinem Eintritt in die Lehrerbildungsanstalt, zur Gründung einer Gruppe um Richard Zach. In der Zeit des austrofaschistischen Ständestaates wurde die antifaschistische Arbeit im Rahmen einer politisch-kulturellen Tätigkeit in der christlichen Arbeiterbewegung gestaltet. 
Mit Beginn der nationalsozialistischen Herrschaft in Österreich wurde neben der Bildungs- und Schulungsarbeit vor allem Informations- und Agitationstätigkeit geleistet. Die Gruppe expandierte um einen beständigen Kern herum und umfasste in der NS-Zeit bis zu 50 junge Menschen, die in Kleingruppen, Zellen, organisiert waren. Danach wurde Zach einberufen und diente als Kanonier und Chauffeur beim Überfall auf Polen. Auf Urlaub in Graz fingierte er Anfang 1940 einen Unfall und wurde ins Lazarett eingeliefert, das er aufgrund seiner Beharrlichkeit den Ärzten gegenüber erst nach einem Jahr mit attestierter „Dienstuntauglichkeit“ wieder verließ. Die Zusammenkünfte an seinem Krankenbett wurden auch für neue Kontakte genützt. Die Gruppe begann stärker nach außen zu wirken, verfasste Flugschriften und druckte und verteilte vor großen Grazer Industriebetrieben Streuzettel mit dem Hammer-und-Sichel-Emblem. 
Im Frühjahr 1941 begann eine Verhaftungswelle, die auch die Leute um Richard Zach umfasste. Am 31. Oktober 1941 wurde Zach wegen Verdachts, kommunistische Parolen angeschmiert zu haben, festgenommen und im Grazer Polizeigefängnis arretiert. Seine Freundin Hermine Kohlhauser, die ihn anfangs des Öfteren im Gefängnis besuchen konnte, ahnte zuerst nur, als sie die Wäsche ihres Freundes aus der Haftanstalt abholte, dass sie mehr als nur seine Kleidungsstücke mit in die Wohnung der Zachs nahm. Die ersten stenographisch gehaltenen Kassiber, die im Gummizug der Kleidungsstücke gefunden wurden, sind Warnbriefe an die inzwischen zur Wehrmacht einberufenen Freunde. Als am 17. Dezember 1941 Alois Geschwinder in das Polizeigefängnis eingeliefert wurde, kam er in die Zelle neben der seines Freundes. Von diesem Zeitpunkt an bis Mitte Jänner 1942 gab es für Richard Zach Möglichkeiten der direkteren Kommunikation. Neben Gesprächen an den Zellenfenstern wurden später Informationen durch die Wand gemorst. Geschwinder übertrug die Mitteilungen. Auf diese Weise wurden auch einige zachsche Gedichte zu Papier gebracht. 
Anfang April 1942 wurde Zach nach Berlin-Moabit überstellt. Im Laufe der Berliner Haftmonate verlor Zach nahezu 20 kg Körpergewicht. Am 18. August 1942 verurteilte das Reichskriegsgericht Richard Zach wegen „Wehrkraftzersetzung“ zum Tode. Anfang Dezember 1942 wurde Richard Zach noch einmal nach Graz gebracht, um in einer Verhandlung eines Freundes auszusagen. Den Aufenthalt in seiner Geburtsstadt sowie den Transport von Graz über Wien nach Berlin im Jänner 1943 nützte der zum Tode Verurteilte noch einmal zum Verfassen und Weitergeben von Kassibern. Zach wurde in den Abendstunden des 27. Jänner 1943 hingerichtet.

## Werk
In den eineinviertel Jahren seiner Haft in Graz und Berlin-Moabit schreibt der Eingekerkerte angesichts physischer und psychischer Drangsal wie in einem Schaffensfieber. Während rund 600 seiner Gedichte in Berlin-Moabit mit Schreiberlaubnis verfasst werden können und überwiegend unpolitisch anmuten, entstehen in Graz und in Berlin-Moabit etwa 200 Gedichte auf insgesamt 80 überlieferten Kassibern. Die Texte werden durch die Wand in die Nebenzelle gemorst oder selbst verstohlen niedergeschrieben; kleine und kleinste Zettel werden in die Bünde von Kleidungsstücken eingenäht, Besuchern per Handschlag weitergegeben oder auf andere Art nach draußen, in die Freiheit, geschmuggelt. „Sie sollen uns nicht zittern sehen“ ist dabei nur einer jener klaren, trotzenden Gedanken, mit denen sich der Dreiundzwanzigjährige seinen Henkern entgegenstellt. 
Der aus literarischen und nichtliterarischen Teilen bestehende Nachlass Richard Zachs umfasst etwa 1500 beschriebene Seiten in unterschiedlichster Form (Tagebücher, Notizblöcke, Arbeitshefte, Einzelblätter usw.), davon je zur Hälfte lyrische bzw. prosaische Aufzeichnungen; ca. 1000 Seiten entstanden vor der Haftzeit des Dichters. Insgesamt liegen rund 900 Gedichte mit 56 Zweitfassungen vor, davon entstanden etwa 120 vor der Haftzeit und nahezu 800 während der Haft. Die wesentlichen epischen und prosaischen Niederschriften stammen aus der Zeit vor der Haft, darunter befindet sich u. a. ein über 350 Seiten langes Romanfragment oder ein fast 200 Seiten umfassendes Versepos. Sofern bei dem jungen Richard Zach überhaupt von einem Lebenswerk gesprochen werden kann, reicht es vom zarten Natur- und Liebesgedicht bis zum schmetternden Pamphlet, von der lyrischen Gestaltung einzelner Menschenschicksale bis zu fast hymnisch anmutenden Lobgesängen auf das Leben, vom knapp formulierten Spruch bis zum umfassenden philosophischen Gedicht. Richard Zach verstand es, bewusst und unbewusst, verschiedene Strömungen und Traditionen der deutschsprachigen Literatur aufzugreifen und diese, unter Einbeziehung der ihm gegenwärtigen gesellschaftspolitischen Entwicklung, oft auf neue Art fruchtbringend zu gestalten. Er probierte unterschiedlichste Formen der Vers-, Reim- und Rhythmusgestaltung, die sichtlich nie unabhängig vom jeweiligen Gedichtinhalt entstanden. Dazu liebte er Sprachexperimente, die etwa in sprachlichen Neuschöpfungen oder Ableitungen zum Ausdruck kommen. 
Der Gedanke, der auf unterschiedliche Weise fast alle Gedichte oder Themenkreise durchzieht, handelt von ständiger Kritik am Blind-, Taub- und Lahmsein und der Aufforderung zum Schauen, Hören und Tätigsein. Die Aktivität bildet das verbindende zentrale Moment, wenn diese beiden Elemente in ihrem Entwicklungszusammenhang als reale Gegebenheiten oder Möglichkeiten dargestellt werden. Mit vielen Gedichten steht Richard Zach auch in der Tradition der Literatur der Arbeiterbewegung.

## Bedeutung, Nachlass, Ehrungen,

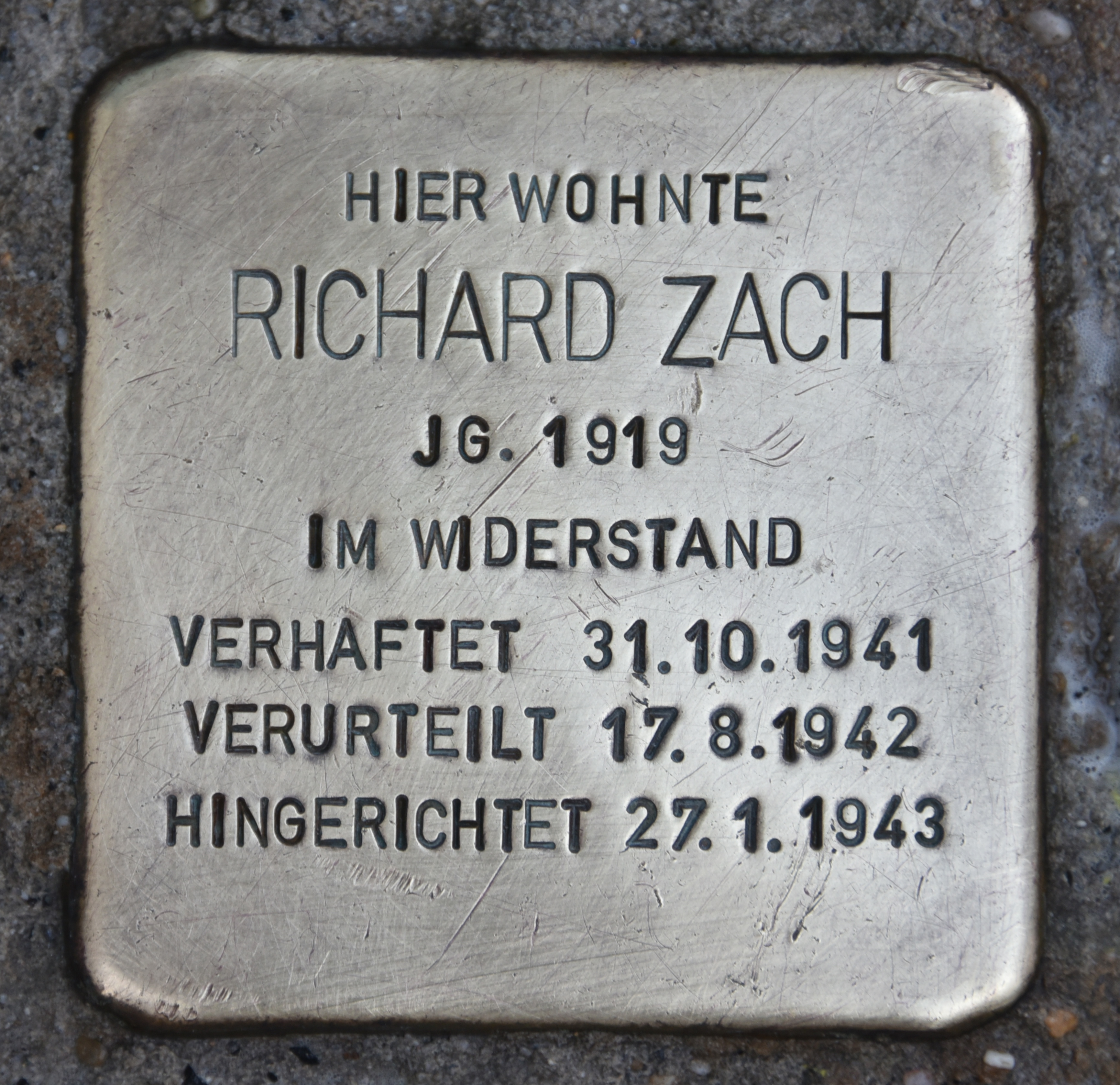
Stolperstein in Graz

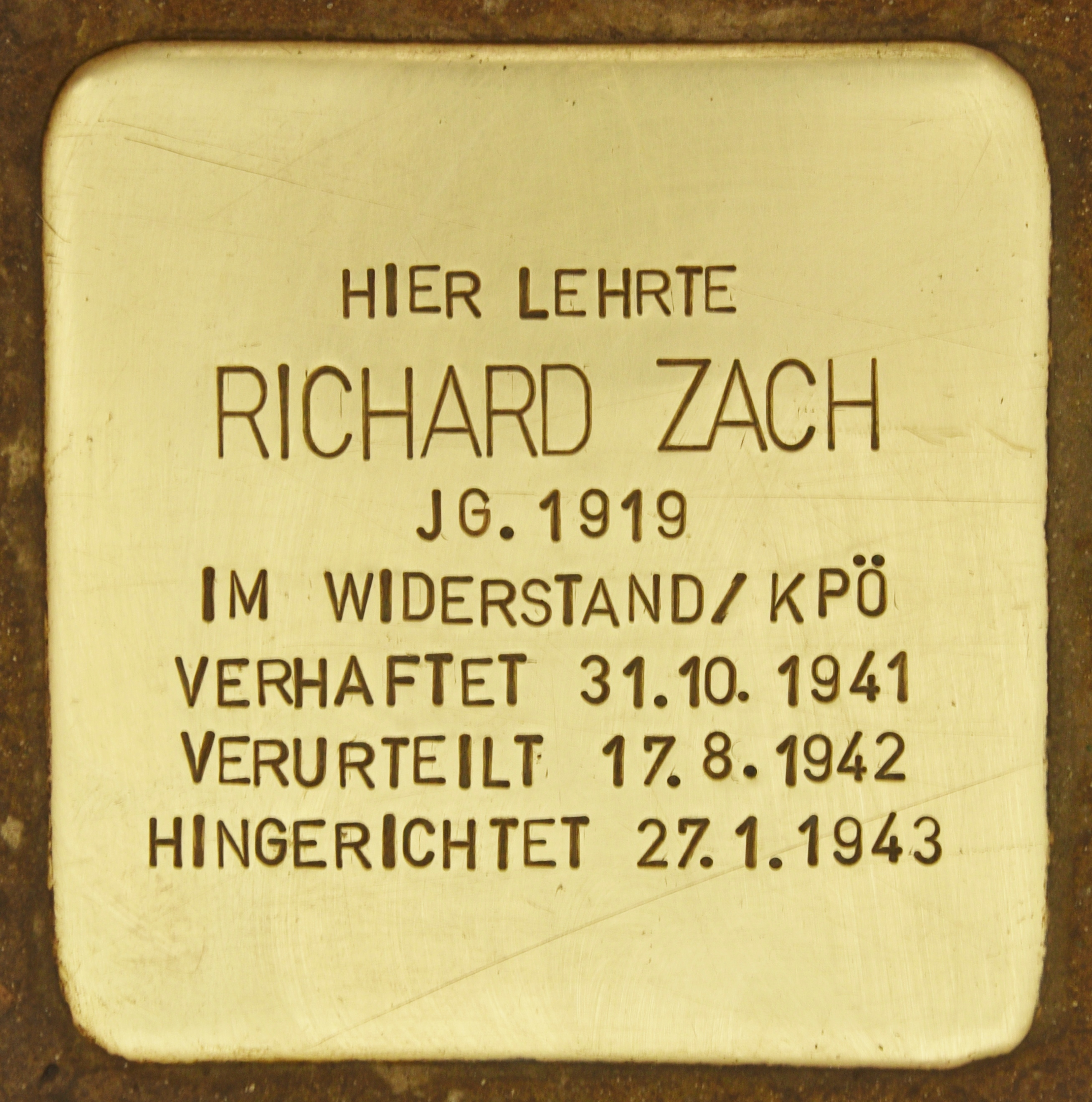
Stolperstein vor der Pädagogischen Hochschule Graz

Vor allem dem Bruder, Alfred Zach, ist es zuzuschreiben, dass nach 1945 im Österreichischen Rundfunk eine Reihe von Lesungen seiner Texte stattgefunden haben; desgleichen, dass Gedichte Richard Zachs seit 1945 mehrere Bände füllen oder in Anthologien wie dem Lesebuch der Weltliteratur aufgenommen wurden. Während er in einem literaturwissenschaftlichen Aufsatz 1982 als „der wahrscheinlich bedeutendste Dichter unter den zum Tode Verurteilten“ bezeichnet wurde und sein Name vom damaligen französischen Außenminister Roland Dumas 1985 exemplarisch für den österreichischen Widerstand gegen den Nationalsozialismus genannt wurde, schrieb 1987 der Salzburger Germanist Ulrich Müller in einem Brief, Richard Zach sei „‚in Zeiten wie diesen‘ ein wirklich vorzeigbarer Österreicher, insbesondere im Ausland!“.
Dass Richard Zach heute nicht vergessen ist, ist seinem Bruder und seinen Freunden und ehemaligen Mitstreitern zu verdanken, die auch seine Schriften sichergestellt haben.
Der Nachlass Richard Zachs, von 1989 bis 1992 im Rahmen eines Forschungsprojekts des Fonds zur Förderung der wissenschaftlichen Forschung nach wissenschaftlichen Kriterien aufgearbeitet, befindet sich heute im Dokumentationsarchiv des österreichischen Widerstandes in Wien.

### Ehrungen
- Sein Name befindet sich am Internationalen Mahnmal aus 1961 für Opfer des Nationalsozialismus auf dem Zentralfriedhof Graz,

- ebenso auf einer Gedenktafel im Stiegenhaus der ehemaligen Lehrerbildungsanstalt (heute: Pädagogische Hochschule Steiermark) am Hasnerplatz in Graz.

- 1971 wurde ein kurzes Straßenstück in Graz-Andritz Richard-Zach-Gasse benannt.[1]

- 1977 wurde das Kinderland(-Junge-Garde)-Heim, nun Kindervilla „Richard Zach“ in St. Radegund bei Graz nach ihm benannt.

- Am 26. Oktober 2013, dem österreichischen Nationalfeiertag, wurde von Vertreterinnen und Vertretern der KPÖ und Kinderland im Garten des nach Zach benannten Kinderferienheims in St. Radegund bei Graz eine vom Bildhauer Rudolf Hirt gestaltete Skulptur enthüllt. An der Feier nahm auch Richard Zachs ehemalige Lebensgefährtin Herma Planner teil.

- In Graz wurden für ihn zwei Stolpersteine verlegt: 
  - Pestalozzistraße 67, am 27. Juli 2013 (seine Wohnung)
  - Hasnerplatz 12 / Theodor-Körner-Straße,  19. September 2019 (Schule, an der er lehrte)